# Varevo (gmina Raška)
Varevo (cyr. Варево) – wieś w Serbii, w okręgu raskim, w gminie Raška. W 2011 roku liczyła 1537 mieszkańców.